# Kanton Le Muy
Kanton Le Muy (fr. Canton du Muy) je francouzský kanton v departementu Var v regionu Provence-Alpes-Côte d'Azur. Tvoří ho tři obce.

## Obce kantonu
- Le Muy
- Puget-sur-Argens
- Roquebrune-sur-Argens